# Kanton Saint-Amant-de-Boixe
Saint-Amant-de-Boixe is een voormalig kanton van het Franse departement Charente.
Het kanton maakte deel uit van het arrondissement Angoulême tot het op 22 maart 2015 werd samengevoegd met het kanton Mansle van het arrondissement Confolens tot het kanton Boixe-et-Manslois. Omdat de gemeenten niet van arrondissement veranderden valt dit nieuwe kanton onder beide arrondissementen.

## Gemeenten
Het kanton Saint-Amant-de-Boixe omvatte de volgende gemeenten:
- Ambérac
- Anais
- Aussac-Vadalle
- La Chapelle
- Coulonges
- Maine-de-Boixe
- Marsac
- Montignac-Charente
- Nanclars
- Saint-Amant-de-Boixe (hoofdplaats)
- Tourriers
- Vars
- Vervant
- Villejoubert
- Vouharte
- Xambes